# Tureia
Tureia (auch Papahena oder Papakena genannt, alter Name: Carysfort Island) ist ein Atoll im südöstlichen Tuamotu-Archipel im Pazifischen Ozean. Es gehört zu Französisch-Polynesien und stellt das bevölkerungsreichste Atoll der gleichnamigen Gemeinde dar.
Tureia liegt etwa 1.100 km südöstlich von Tahiti und etwa 115 km nördlich des durch Kernwaffentests bekannt gewordenen Atolls Mururoa. Mit einer Ausdehnung von etwa 13 × 7 km ist es ein vergleichsweise kleines Atoll. Die Fläche der Lagune beträgt etwa 47 km², die Landfläche 8,3 km². Größte Insel des Atolls ist das langgestreckte, die Lagune halbkreisförmig umschließende Motu Tekaruga, auf dem sich auch der Flughafen von Tureia (IATA-Code: ZTA, ICAO-Code: NTGY) befindet. Das Atoll Tureia hat 311 Einwohner (Stand: 2007), die vor allem im Hauptort Fakamaru leben.
Für Europa entdeckt wurde Tureia im März 1791 von dem britischen Kapitän und späteren Admiral (rear admiral) Edward Edwards auf der Suche nach den Meuterern der Bounty. Er nannte das Atoll Carysfort, nach John Proby, 1. Baron Carysfort (1720–1772), einem britischen Politiker und Lord der Admiralität. Von 1966 bis 1996 befand sich auf Tureia eine Station des französischen Centre d'Expérimentation du Pacifique, zur Beobachtung und Überwachung der Kernwaffentests auf den Atollen Mururoa und Fangataufa.